# Pálmavarjú
A pálmavarjú (Corvus palmarum) a madarak osztályának verébalakúak (Passeriformes) rendjébe és a varjúfélék (Corvidae) családjába tartozó faj.
Magyar neve forrással, nincs megerősítve.

## Rendszerezése
A fajt Paul Wilhelm von Württemberg herceg német természettudós és felfedező írta le 1835-ben.

## Előfordulása
Kuba, a Dominikai Köztársaság és Haiti területén honos. Természetes élőhelyei a szubtrópusi vagy trópusi síkvidéki esőerdők, mocsári erdők, száraz erdők és cserjések, valamint ültetvények, szántóföldek és másodlagos erdők. Állandó, nem vonuló faj.

## Megjelenése
Testhossza 38 centiméter.

## Életmódja
Gyümölcsökkel, magvakkal, rovarokkal, csigákkal és gyíkokkal táplálkozik.

## Természetvédelmi helyzete
Az elterjedési területe elég nagy, egyedszáma viszont valószínűleg csökken, de még nem éri el a kritikus szintet. A Természetvédelmi Világszövetség Vörös listáján nem fenyegetett fajként szerepel.